# دیوان عالی استونی

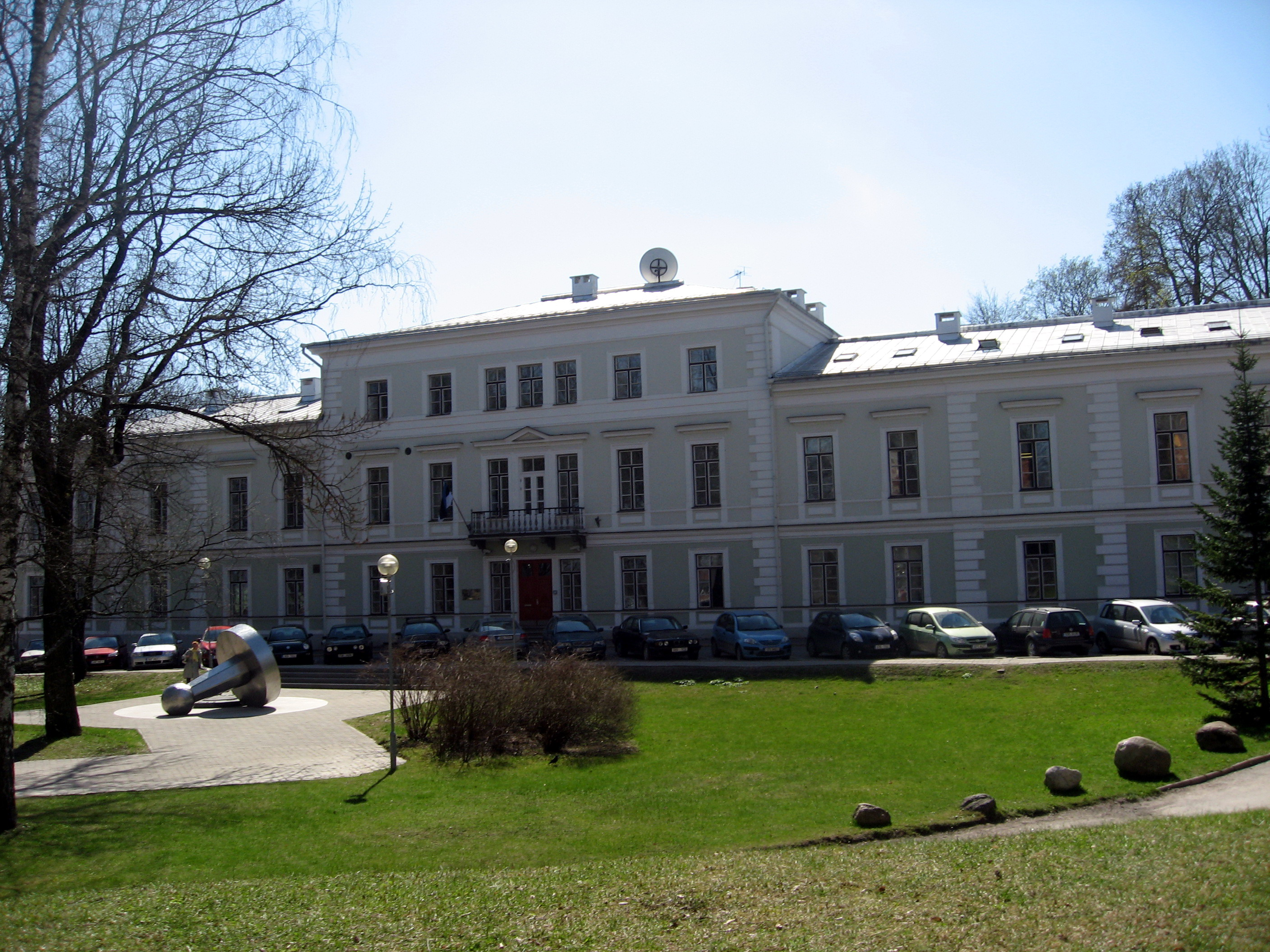
ساختمان دیوان عالی استونی در تارتو

دیوان عالی استونی (به انگلیسی: Supreme Court of Estonia) بالاترین سطح دادگاه در استونی است که مقر آن در شهر تارتو قرار دارد. این دادگاه مسئول رسیدگی به فرجام‌خواهی‌ها و همچنین دادگاه قانون اساسی است. طبق قانون، قاضی دیوان عالی به عنوان قاضی عالی استونی منصوب می‌شود.